# قراجه محمد
قراجه محمد یکی از روستاهای کشکسرای در شهرستان مرند است. 
شمار خانوار سال ۱۳۹۰ :۴۲۰ خانوار .....جمعیت:۲۲۵۰
شغل اکثر اهالی کشاورزی یا دیگر شغل‌ها را شامل می گردد
تولیدات : محصولات کشاورزی : بیشترین تولید آفتابگردان در سطح شهرستان -محصولات لبنی -شیر پاستوریزه (ارسالی به کارخانجات فراوری)-محصولات باغی -تولید مصالح ساختمانی(تیرچه بلوک و..)-و ...